# Solanes del Pla del Tro

Les Solanes del Pla del Tro, respecte del terme d'Abella de la Conca

Les Solanes del Pla del Tro són una solana a cavall dels termes municipals d'Abella de la Conca i de Conca de Dalt (a l'antic terme d'Hortoneda de la Conca), a la comarca del Pallars Jussà, pertanyent a la vall de Carreu.
Està situada al vessant de muntanya que delimita pel nord el Pla del Tro, al nord-oest de la Casa de Pla del Tro i dels Camps de Pla del Tro.

## Etimologia
Es tracta d'un topònim romànic modern de caràcter descriptiu, amb una expressió complementària que ens indica on és aquesta solana.